# Cryptophasa
Cryptophasa är ett släkte av fjärilar. Cryptophasa ingår i familjen plattmalar.

## Bildgalleri

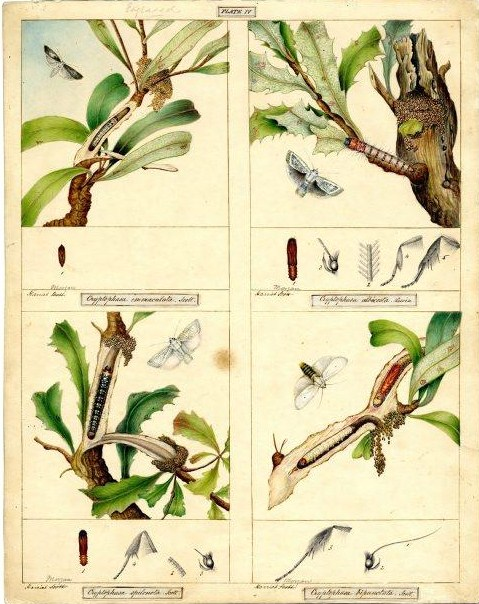

## Dottertaxa tillCryptophasa, i alfabetisk ordning[1]
- Cryptophasa acroleuca
- Cryptophasa aethoptera
- Cryptophasa aggesta
- Cryptophasa aglaodes
- Cryptophasa alba
- Cryptophasa albacosta
- Cryptophasa amphicroca
- Cryptophasa antalba
- Cryptophasa argophanta
- Cryptophasa argyrocolla
- Cryptophasa arithmologa
- Cryptophasa atecmarta
- Cryptophasa baliocosma
- Cryptophasa balteata
- Cryptophasa blackburnii
- Cryptophasa blosyra
- Cryptophasa brunnea
- Cryptophasa byssinopis
- Cryptophasa cannea
- Cryptophasa catharia
- Cryptophasa chionacra
- Cryptophasa chionodes
- Cryptophasa chionosema
- Cryptophasa chionotarsa
- Cryptophasa chlorotis
- Cryptophasa citrinopa
- Cryptophasa clarinota
- Cryptophasa confundens
- Cryptophasa crocochorda
- Cryptophasa crossosticta
- Cryptophasa curialis
- Cryptophasa delocentra
- Cryptophasa enchidias
- Cryptophasa ensigera
- Cryptophasa epadelpha
- Cryptophasa epigramma
- Cryptophasa epixysta
- Cryptophasa eugeniae
- Cryptophasa eumorpha
- Cryptophasa flavolineata
- Cryptophasa geron
- Cryptophasa gigantella
- Cryptophasa gypsomera
- Cryptophasa hades
- Cryptophasa hemispila
- Cryptophasa hormocrossa
- Cryptophasa hyalinopa
- Cryptophasa intermedia
- Cryptophasa iorhypara
- Cryptophasa irrorata
- Cryptophasa isoneura
- Cryptophasa lasiocosma
- Cryptophasa legalorma
- Cryptophasa leptopasta
- Cryptophasa leucadelpha
- Cryptophasa luciflua
- Cryptophasa lurida
- Cryptophasa malevolens
- Cryptophasa melanoscia
- Cryptophasa melanostigma
- Cryptophasa merocentra
- Cryptophasa mesotoma
- Cryptophasa molaris
- Cryptophasa neocrates
- Cryptophasa nephrosema
- Cryptophasa nesograpta
- Cryptophasa nigricincta
- Cryptophasa niphadobela
- Cryptophasa nubila
- Cryptophasa nymphidias
- Cryptophasa obscura
- Cryptophasa ochroleuca
- Cryptophasa oecodoma
- Cryptophasa opalina
- Cryptophasa pallida
- Cryptophasa panleuca
- Cryptophasa pentasticta
- Cryptophasa phaeochtha
- Cryptophasa phaethontia
- Cryptophasa phycidoides
- Cryptophasa platypedimela
- Cryptophasa porphyritis
- Cryptophasa proleuca
- Cryptophasa psammochtha
- Cryptophasa psathyra
- Cryptophasa pseudogramma
- Cryptophasa psilocrossa
- Cryptophasa psiloderma
- Cryptophasa pultenae
- Cryptophasa ranunculus
- Cryptophasa rubescens
- Cryptophasa rubra
- Cryptophasa russata
- Cryptophasa sacerdos
- Cryptophasa sarcinota
- Cryptophasa sarcoxantha
- Cryptophasa semnocrana
- Cryptophasa sepiogramma
- Cryptophasa sericodes
- Cryptophasa serpta
- Cryptophasa setiotricha
- Cryptophasa spilonota
- Cryptophasa stenoleuca
- Cryptophasa stochastis
- Cryptophasa tasmanica
- Cryptophasa tecta
- Cryptophasa transversella
- Cryptophasa unipunctana
- Cryptophasa vacuefacta
- Cryptophasa zorodes